# Dermestes fuliginosus
Dermestes fuliginosus là một loài bọ cánh cứng trong họ Dermestidae. Loài này được Rossi miêu tả khoa học năm 1792.